# Organisation européenne pour l'équipement de l'aviation civile
L'Organisation européenne pour l'équipement de l'aviation civile ou EUROCAE, acronyme anglais de European Organisation for Civil Aviation Equipment, est un organisme de normalisation européen qui fédère les acteurs du domaine de l'aviation civile afin d'établir des règles de standardisation des systèmes utilisés par l'aviation en Europe. Fondée en 1963, elle regroupe des acteurs de l'industrie aéronautique, des autorités de régulation ou encore des instituts de recherche afin de définir des standards, ou normes, harmonisés pour les systèmes, équipements et services aéronautiques. Ses standards, appelées EUROCAE Documents (ED), couvrent divers domaines, tels que la navigation aérienne, les systèmes embarqués, les télécommunications, la gestion du trafic aérien (ATM), la cybersécurité ou encore les drones (UAS).
L'organisation collabore étroitement avec diverses organisations internationales, notamment son homologue aux États-Unis, la Radio Technical Commission for Aeronautics (en) (RTCA), dont environ la moitié de ses normes sont publiées conjointement.

## Histoire
Fondée le 24 avril 1963 à Lucerne en Suisse, et internationale par ses membres, l'Organisation est, du point de vue juridique, française en tant qu'association loi de 1901. C'est donc une organisation à but non lucratif.
Son objet est de fédérer les acteurs du domaine de l'aviation civile afin d'établir des règles de standardisation des systèmes utilisés par l'aviation civile en Europe,.
Cette création traduisait la volonté des Européens de se donner les moyens d’accéder au marché mondial des équipements de bord en proposant des produits compatibles entre eux. Bien que les motivations soient économiques, le travail de l’association va s’exercer essentiellement dans le domaine technique. Prouvant sa compétence technique, le dialogue s'engage sur un pied d’égalité avec la RTCA : « Lorsque les Américains se sont aperçus que les Européens se lançaient dans l’élaboration de normes, ils ont réalisé que s’ils y travaillaient ensemble, ces normes deviendraient mondiales. » L’objectif d’EUROCAE en Europe était identique à celui de la
RTCA pour les États-Unis : faire reconnaître ses normes par les services officiels européens. Cependant la tâche était plus compliquée du fait du nombre d’États concernés, sachant par ailleurs qu'ils restaient libres de définir leur politique en ce domaine, alors qu'aux États-Unis, l'administration de l'aviation civile (FAA) était le seul interlocuteur de la RTCA.

## Membres
Lors de sa création, en avril 1963, l’organisation compte vingt-trois membres issus de cinq pays, tous des constructeurs aéronautiques européens. Par la suite, au début des années 1980, ce nombre atteint 60, reflétant un intérêt croissant de l'espace de collaboration et de standardisation que l'organisation propose. Par ailleurs, à la même époque, elle amorce son internationalisation en accueillant ses premiers membres non-européens, élargissant ainsi son influence au-delà du continent. Plus tard, cette expansion s’accélère largement au cours des années 2000 et 2010, le seuil des 100 membres étant dépassé en 2005 puis celui des 200 en 2016. Plus récemment, cette dynamique se poursuit davantage, et en 2025, l'EUROCAE regroupe plus de 450 membres provenant d'environ quarante-cinq pays, incluant des entreprises industrielles (constructeurs aéronautiques et de divers équipements et systèmes), des autorités de régulation (à l'échelle nationale, européenne et internationale), des prestataires de services de navigation aérienne, des compagnies aériennes, des aéroports ou encore des instituts de recherche et des universités.

## Documents publiés
Les documents publiés par EUROCAE (ED : EUROCAE Documents) sont des documents de référence utilisés dans le domaine de l'aviation civile.

### Groupes de travail
Ces documents sont rédigés au sein de groupes de travail regroupant, pour chaque sujet choisi, les meilleurs spécialistes au sein des membres de l'organisation.

### Choix des sujets
Les sujets sont choisis par le conseil d’administration de l'association, sur avis du comité technique (TAC).

### Liste des documents

#### Liste des ED pour lesquels des articles détaillés existent au sein de l'encyclopédie
| Date d'édition | Référence | Titre |
| -------------- | --------- | --- |
| Décembre 92    | ED-12B    | Software considerations in airborne systems and equipment certification including Amendment No 1 – 19 October 1999 |
| Mars 08        | ED-14F    | Environmental conditions and test procedures for airborne equipment                                                |
| Octobre 98     | ED-76     | Standards for processing aeronautical data                                                                         |
| Avril 00       | ED-80     | Design Assurance Guidance for Airborne Electronic Hardware                                                         |

#### Liste des documents applicables à la date du 8 septembre 2011
La liste des documents EUROCAE est disponible sur le site d'EUROCAE et dans plusieurs ouvrages tels le European Aviation Safety Agency Handbook